# Andrey Tsaryuk
Andrey Tsaryuk (hebr. אנדרי צריוק ;ur. 18 lipca 1993) – izraelski zapaśnik walczący w stylu klasycznym. Zajął trzydzieste miejsce na mistrzostwach świata w 2015.
Dwunasty na mistrzostwach Europy w 2014. Dziewiętnasty na igrzyskach europejskich w 2015. Trzeci na ME U-23 w 2016. Trzeci na MŚ juniorów w 2013 i Europy w 2012 roku.